# 救急車 (アーケードゲーム)
『救急車 EMERGENCY CALL AMBULANCE』（きゅうきゅうしゃ）は、1999年10月にセガがリリースした救急車による救急搬送を題材としたレースゲーム型の大型筐体ゲームである。『セガ職業ゲームシリーズ』のひとつ。使用システム基板はMODEL3。本作はMODEL3基板で開発された最後のゲームとなった。

## ゲーム概要
プレイヤーは制限時間内に患者を病院（一部ステージを除く）まで搬送しなければならない。制限時間内に搬送できればステージクリアとなる。患者の体力が制限時間という設定で壁や街頭など障害物、アザーカーに接触すると患者がダメージを受けて制限時間が減ってしまい、制限時間が0になると患者が死亡しゲームオーバーとなる(コンティニュー不可)。なお、通行人は救急車が近付くと必ず回避するのでぶつかってダメージを受ける事はない。ステージは『○○ Case』でステージ開始時、Readyと同時に患者の状態が表示され、Go!と同時に「病院に急いで!」と指示される（一部ステージを除く）。

## 登場患者
ジャック
1st Caseの患者。10歳の少年。トレーラーの事故に巻き込まれ重傷を負う。乗っていた家族の安否に関しては描写が全くないので不明。ジャックに非常に懐いている愛犬のダルメシアン（名前は不明）が彼を事故車から引きずり出した後、付き添いで一緒に付いてくる。この犬は病院に到着後、「ジャックを助けてくれてありがとうだワン!」と礼を言う。エンディング（3か月後の事）では「僕も大きくなったら救急隊員になりたいな」と夢を語る。
エドワード
2nd Caseの患者。35歳。職業は警察官で階級は巡査。ギャング（日本のヤクザのような容姿をしている）を追跡している最中に地下駐車場で同僚と共にロケットランチャーで吹き飛ばされ火傷・出血した上に、四肢を骨折する。なお、同僚（姓名不詳）は軽傷で済んだ。エンディング（3か月後の事）では「君達は命の恩人だ」と礼を述べた。
なお、このステージではギャングと警察のカーチェイスが行われている。
ケイト
3rd Caseの患者。23歳。患者の中では唯一の女性。滞在している“フラミンゴホテル”で火災が発生し、しかもその時は妊娠40週目だった（エンディングで多胎児を抱えている事から発覚する）。現場では消防隊が指揮を執っている。病院に到着してすぐ産気づく。
グレゴリオ・タバレスキー
4th Caseの患者。アジア系の容姿をした某国の大統領（国籍不明）。48歳。常に笑顔なのが特徴。落雷で航空機がミシガン湖に墜落し、重症を負う。譫言で、妻のグロリアの安否を気遣っている（無事だった妻は夫の容態を心配している）。現場では軍隊が指揮を執っている。なお、同乗していたファーストレディもしくは秘書と思われる女性はほとんど負傷していない。このステージのみ目的地は病院ではなくヘリポートになっている。当初は意識不明だったが、合流地点に到着後、ヘリコプターに移送の際に意識が戻り、答礼する。